# Emilie Lindh Gallagher
Emilie Lindh Gallagher (* 12. Januar 2000) ist eine britische Tennisspielerin.

## Karriere
Lindh Gallagher spielt hauptsächlich auf Turnieren der ITF Women’s World Tennis Tour, wo sie bislang einen Titel im Einzel und vier Doppel gewinnen konnte.

## Turniersiege

### Einzel
| Nr. | Datum             | Turnier | Kategorie | Belag     | Finalgegnerin | Ergebnis |
| --- | ----------------- | ------- | --------- | --------- | ------------- | -------- |
| 1.  | 1. September 2019 | Cancun  | ITF W15   | Hartplatz | Stacey Fung   | 6:2, 6:1 |

### Doppel
| Nr. | Datum            | Turnier             | Kategorie | Belag     | Partnerin           | Finalgegnerinnen                   | Ergebnis         |
| --- | ---------------- | ------------------- | --------- | --------- | ------------------- | ---------------------------------- | ---------------- |
| 1.  | 19. Juli 2019    | Don Benito          | ITF W15   | Teppich   | Alba Carrillo Marin | Karolína Beránková Georgia Drummy  | 6:4, 7:5         |
| 2.  | 15. Juli 2022    | Don Benito          | ITF W15   | Teppich   | Valentina Ryser     | Tamara Kostic Lucia Peyre          | 7:65, 7:5        |
| 3.  | 24. Februar 2023 | Scharm asch-Schaich | ITF W15   | Hartplatz | Luca Udvardy        | Alexandra Pospelowa Nina Rudjukowa | 6:4, 5:7, [10:3] |
| 4.  | 1. April 2023    | Scharm asch-Schaich | ITF W15   | Hartplatz | Alexandra Pospelowa | Jessica Failla Anna Ulyashchenko   | 6:2, 3:6, [11:9] |